# 4877 Humboldt
4877 Humboldt је астероид главног астероидног појаса чија средња удаљеност од Сунца износи 2,632 астрономских јединица (АЈ).
Апсолутна магнитуда астероида је 13,1.